# Comuna Dolîna, Tokmak
Dolîna (în ucraineană Долина) este o comună în raionul Tokmak, regiunea Zaporijjea, Ucraina, formată din satele Dolîna (reședința), Levadne, Liubîmivka și Rîbalivka.

## Demografie
Componența lingvistică a comunei Dolîna
     Ucraineană (86,44%)
     Rusă (13,23%)
Conform recensământului din 2001, majoritatea populației comunei Dolîna era vorbitoare de ucraineană (86,44%), existând în minoritate și vorbitori de rusă (13,23%).